# (7187) Isobe
(7187) Isobe (1992 BW) – planetoida z pasa głównego asteroid okrążająca Słońce w ciągu 2,7 lat w średniej odległości 1,94 j.a. Odkryta 30 stycznia 1992 roku.